# ذا لاست إيربندر
أفاتار:ذا لاست إيربندر (بالإنجليزية: The Last Airbender)‏ 2010 هو فيلم أمريكي، خيالي، ثلاثي الأبعاد، مقتبس عن المسلسل الأمريكي المتحرك الذي تنتجه قناة نكلوديون، آفاتار: أسطورة أنج، والفيلم من إخراج المخرج إم. نايت شيامالان.

## القصة
الفيلم يبدأ مع الشخصية (كاتارا)، وشقيقها المحارب ذو 15 عاما، (سوكة) من قبيلة المياه الجنوبية، وجدوا في جبل جليدي صبيا في الثانية عشرة من العمر اسمه (آنغ) وثوره الذي يحلق معه يدعى (أبا)، المحاصرين في داخل الجبل المتجمد ومن ثم تقوم (كاتارا) بتكسير الجليد بواسطة الرمح الذي يملكه شقيقها سوكا ويتحرر البطل (آنغ) وهو فتى قصير القامة ذو شعار على شكل سهم يمتد من جبينه إلى رقبته وعلي يديه، ومن ثم يتحدد مصير (آنغ) أن عليه توحيد القبائل المتعادية وتحقيق السلام والقضاء على مساعي أمة النار التي أعلنت الحرب على الآخرين:الهواء، والمياه وقبائل المملكة الأرضية بقيادة الأمير (زوكو) الذي يقوم ببطولته (ديف باتل) ومن ثم يسعى زوكو من الأمة النارية على السعي لايجاد الافاتار الأخير المتحكم في العناصر الأربعة الرمزية وإحضاره كسجين إلى والده، (سيد النار).

## طاقم التمثيل
| الممثل        | الدور       |
| ------------- | ----------- |
| ديف باتل      | الأمير زوكو |
| نواه رينجر    | أنج         |
| جاكسون راثبون | سوكا        |
| نيكولا بيلتز  | كاترا       |
| شون توب       | ايروه       |
| ايسيف ماندفي  | القائد زهوه |

## التصوير
تم التخطيط لإنتاج الفيلم في أواخر 2008 في جزيرة جرينلاند لكن البدأ الفعلي في التصوير كان في مارس 2009 في مدينة ريدينج في ولاية بنسيلفانيا حيث عمل طاقم المونتاج على أظهار الفيلم بصورة جيدة بالإضافة إلى استخدام تقنية (بالإنجليزية: Visual effects)‏ بالإضافة إلى مساعدة المنتج بابلو هيلمان الذي عمل على الفيلم الناجح حرب النجوم الجزء الثاني: هجوم المستنسخين (فيلم) 

## الأداء في شباك التذاكر

ديف باتل وشون توب في لقطة من الفيلم

تم إطلاق الفيلم في 1 يوليو 2010 بالتقنيتين العادية و3D وافتتح في 3,169 صالة وتم تغيير اسم الفيلم ليصبح ببساطة (بالإنجليزية: The last Airbender)‏ لتفادي الالتباس مع فيلم المخرج جيمس كاميرون أفاتار وحقق الفيلم 16 مليون دولار في يومه الأول و40 مليون دولار في ثالث يوم له من العرض وبعد 15 يوما من العرض حقق الفيلم 107.4 مليون دولار وانتهى الفيلم بتحقيقه 224,070,000 دولار وبعد صدور نسخ الديفيدي والبلو الراي وصلت إيرادات الفيلم إلى 300,504,925 دولار وهو يعتبر أداء ضعيفا بالنسبة لميزانيته التي بلغت 150 $ مليون دولار، حيث أن فيلم إم. نايت شيامالان السابق القرية (فيلم) كانت ميزانيته 70 مليون دولار وحقق إيرادات تقدر ب256,000,000 مليون دولار.
| أداء شباك التذاكر      |             |              |
| الميزانية:             | 150،000،000 | دولار أمريكي |
| إجمالي الإيراد المحلي: | 130,107,632 | دولار أمريكي |
| إجمالي الإيراد الدولي: | 94,918,508  | دولار أمريكي |
| إجمالي الإيراد العام:  | 300,504,925 | دولار أمريكي |

## أجزاء أخرى
لم ينف المخرج إم. نايت شيامالان احتمالية إنتاج أجزاء مكملة أخرى في المستقبل وقد أكد نيته على إخراج أجزاء جديدة وجعلها سلسلة فيلمية ناجحة وقد كتب نصا قليلا للفيلم القادم من السلسلة (بالإنجليزية: The last Airbender 2)‏ التي يعتزم تحويلها أيضا إلى تقنية شكل ثلاثي الأبعاد السينمائية وقد حدد أن الفيلم القادم سيركز على شخصية أزولا الخيالية وستقوم بأداء دورها الممثلة سمر بيشيل.

## وصلات خارجية
- الموقع الرسمي
- ذا لاست إيربندر على موقع IMDb (الإنجليزية)
- ذا لاست إيربندر على موقع ميتاكريتيك (الإنجليزية)
- ذا لاست إيربندر على موقع روتن توميتوز (الإنجليزية)
- ذا لاست إيربندر على موقع نتفليكس (الإنجليزية)
- ذا لاست إيربندر على موقع قاعدة بيانات الأفلام العربية
- ذا لاست إيربندر على موقع ألو سيني (الفرنسية)
- ذا لاست إيربندر على موقع Turner Classic Movies (الإنجليزية)
- ذا لاست إيربندر على موقع أول موفي (الإنجليزية)
- ذا لاست إيربندر على موقع بوكس أوفيس موجو (الإنجليزية)
- ذا لاست إيربندر على موقع فيلمافينيتي (الإسبانية)